# Mellenbach-Glasbach
Mellenbach-Glasbach è un centro abitato nel Land della Turingia in Germania, fino al 2018 comune autonomo.

## Storia
Il 1º gennaio 2019 il comune di Mellenbach-Glasbach venne fuso con la città di Oberweißbach/Thüringer Wald e il comune di Meuselbach-Schwarzmühle, formando la nuova città di Schwarzatal.

## Cultura
A Mellenbach nacque l'organista, compositore e teorico musicale Georg Andreas Sorge (1703-1778).